# Callyspongia fallax
Callyspongia fallax är en svampdjursart som beskrevs av Duchassaing och Giovanni Michelotti 1864. Callyspongia fallax ingår i släktet Callyspongia och familjen Callyspongiidae. Inga underarter finns listade i Catalogue of Life.